# Belkys Larcher de Tejeda
Belkys Esther Larcher de Tejeda (Coronda, Província de Santa Fé, 16 de novembro de 1948) é uma poeta, narradora e ensaísta argentina.

## Biografia
Belkys formou-se como professora de castelhano e literatura no Instituto Superior de Profesorado N° 6 em 1970. Depois, mudou-se para a Província do Chaco.
Nas Las Breñas trabalhou como docente e se casou com o professor Julio Antonio Tejeda. Ambos radicaram-se em General Pinedo onde formaram sua família. Trabalhou como docente no Bachillerato N° 8 "José Manuel Estrada" e ocupou os cargos de vice-directora e directora em dito estabelecimento. Ao aposentar-se, voltou à sua cidade natal. Quando publica seu primeiro livro de poemas, Desde mi orilla, regressa a General Pinedo para sua apresentação já que o mesmo plasma suas vivências nessa cidade.
Além disso, foi assessora de cultura da Municipalidad de Coronda ad honorem no período entre 2001 e 2003. Integrou a comissão directiva de ASDE, Associação Argentina de Escritores, e foi em duas ocasiões presidente de SADE Coronda, Sociedade Argentina de Escritores. No Liceo Municipal de Gálvez, criou e coordenou oficinas literárias para adultos e na Biblioteca Popular de Coronda, para jovens organizou o Cuentacuentos e para jovens e adultos organizou Pájaro Salvaje. Organiza encontros nacionais de escritores e jornadas literárias em Coronda e em Gálvez.
Obteve prémios em certames literários locais, provinciais, nacionais e internacionais e reconhecimentos pela sua acção cultural.
Publicou em diários e jornais nacionais e participou em antologias nacionais e internacionais. Integrou jurados a nível local, regional e provincial e tem sido convidada como expoente em congressos e simpósios nacionais e internacionais. É a fundadora e directora da revista literária Claraboya, de distribuição gratuita que agrupa obras variadas da região centro do país, destacando-se pelo apoio que dá a outros escritores e iniciados na arte das letras. Organiza e participa em actos culturais e trabalha na realização de publicações de antologias colectivas.

## Obras publicadas
- Desde mi orilla, 1992 - poemas.[16]
- Nuestras raíces, 1993 - coautora, textos narrativos y poéticos.
- Mujeres galardonadas con el premio nobel de literatura, 1995 - coautora, ensayo.[17]
- Apuntes para un acercamiento a la literatura corondina, 1997 - coautora, ensayo.[18]
- Desde la raíz, 1998 - poemas.[19]
- Abrazo de la memoria, 2000 - poemas.
- XX simposio internacional de literatura del mundo hispánico, 2002 - coautora, ensayo.
- Los juegos de la luz en la poética de Estrella Quinteros, 2003 - ensayo.
- Bocetos literarios, 2003 - ensayos breves.[20]
- Fue un sueño de amor, 2004 - cuentos.
- CD: antología poética, 2004 - música, voz e imágenes.
- Delirios y alucinaciones en la literatura, 2004 - ensayo.
- Aquerenciado rubí, 2005 - ensayo.
- Hilos de amor y de tiempo, 2005 - poemas.
- De sombra y luz, 2006 - poemas.
- Mientras cae la lluvia, 2008 - cuentos.
- Latido de horizontes, 2008 - poemas.
- Mientras pasan las estaciones, 2010 - cuentos.
- Navegando los miedos, 2011 - poemas.[21]
- La sombra de los Montenegro, 2012 - novela.[22]